# Kolynos
Kolynos — название линейки продуктов для ухода за полостью рта, созданная Ньювелом Стиллом Дженкинсом в 1908 году. Права на данный бренд были выкуплены Colgate-Palmolive в 1995.
Данная товарная марка была популярна в тридцатые и сороковые года. Компания спонсировала известные радиопрограммы, включая «Mr. Keen, Tracer of Lost Persons» (англ. Мистер Кин, агент по розыску пропавших людей).
Несмотря на то, что продукция под маркой Kolynos больше не доступна в США, бренд сохраняет сильные позиции в Латинской Америке и Венгрии. В Бразилии до недавнего времени Kolynos находился на втором месте после самой же Colgate. После приобретения торговой марки, опасаясь потери лояльности со стороны покупателей, Colgate-Palmolive согласилась оставить название зубной пасты в Бразилии ещё на несколько лет. Тем не менее, вскоре, Colgate-Palmolive вывела на рынок аналог данного продукта в подобной упаковке и со схожей рекламной кампанией под названием Sorriso (португ. улыбка), что позволило безболезненно перейти к новому бренду без потери покупательского спроса. Рекламный джингл Kolynos был написан на нескольких языках. В Перу марка была настолько популярна, что её название стало синонимом зубной пасты, а широкая улыбка теперь называется улыбкой Kolynos.

## История Kolynos
Основатель Kolynos Company и изобретатель формулы зубного средства Kolynos, доктор Ньювел Стилл Дженкинс, родился 29 декабря 1840, в Фалмуте штата Мэн, США. Когда Стиллу исполнилось 5 лет, его семья перебралась в Бангор, город в округе Пенобскот штата Мэн. В возрасте 18 лет Дженкинс устраивается помощником дантиста, получая жалование в размере $100 в год. После посещения лекций медицинской школы Джеферсона он поступает в Балтиморский колледж хирургической стоматологии, США. После получения диплома дантиста в 1863 он проходит практику там же, в Бангоре. С 1866 года Дженкинс практиковался в Германии в течение нескольких лет, в Дрездене.
В конце 19 века профессор В. Д. Миллер приходит к выводу, что причиной возникновения зубного кариеса являются бактерии в полости рта. Вдохновлённый этим открытием Дженкинс задумывает проведение исследования, основанного на том, что необходимо не только чистить зубы, но и бороться с бактериями в полости рта. Объединившись с профессором Миллером, Дженкинс продолжил проводить эксперименты и клинические исследования, длившиеся 17 лет, вплоть до 1908 года.
По возвращении в Соединённые Штаты он решает опробовать результаты своих научных открытий в химической лаборатории Йельского университета. Формулу своей зубной пасты Дженкинс разработал ещё в Германии. В те времена большинство зубных врачей готовили пасту, смешивая ингредиенты самостоятельно, что было достаточно дорого, а результаты её эффективности были непостоянными. Работая врачом в Германии, Дженкинс не смешивал состав своей пасты, а лишь выписывал предписание, но фармацевты не могли точно воспроизвести её формулу. Эти проблемы привели его к мысли, что зубная паста должна производиться в промышленных масштабах, что позволит сделать её доступной для всех и повысит качество её изготовления. Окончательный вариант формулы зубной пасты был представлен в 1908 на съезде стоматологической ассоциации США в Лондоне.

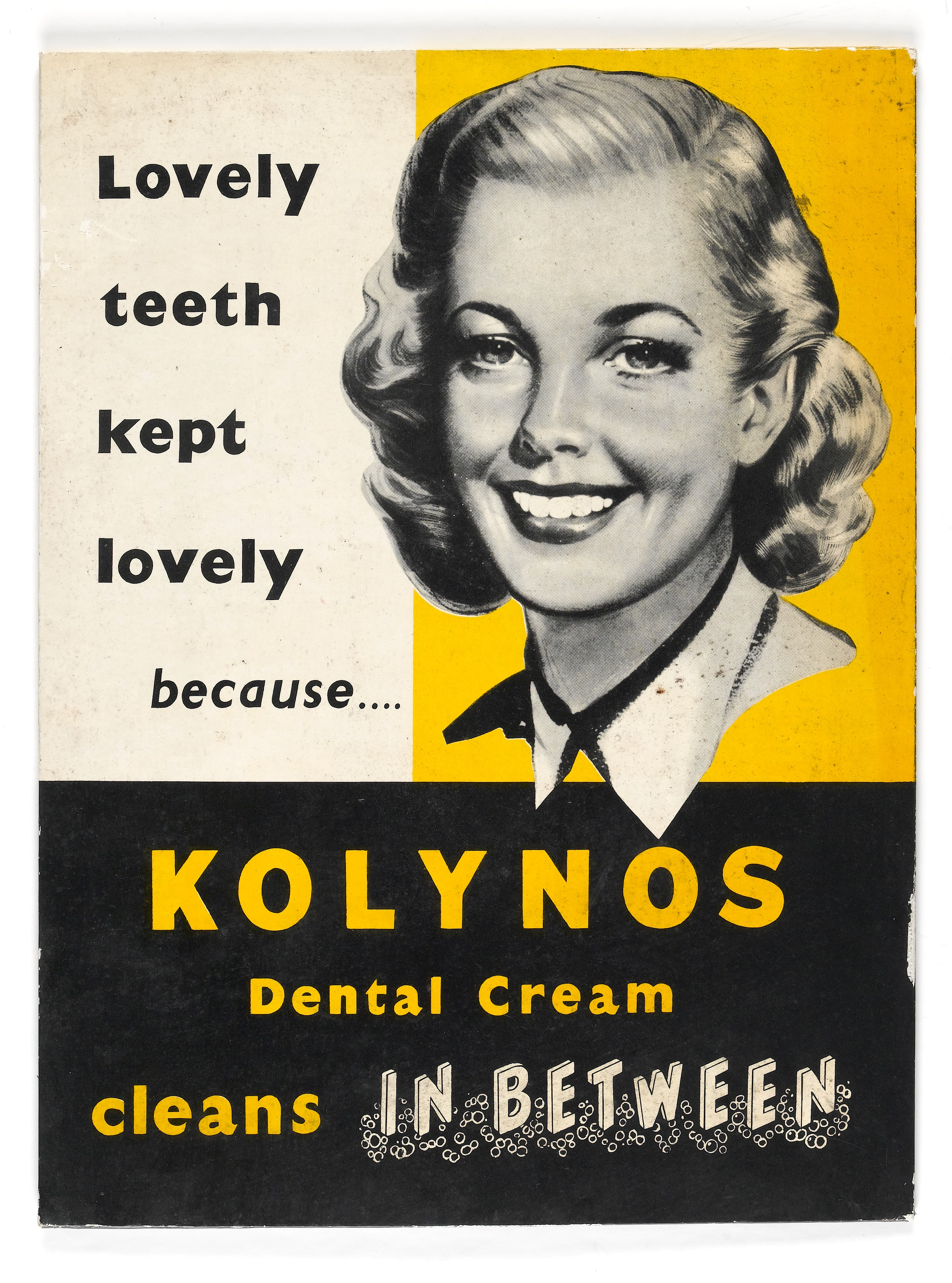
Классическая реклама зубной пасты Kolynos

Несмотря на то, что Дженкинс не хотел заниматься бизнесом, а хотел остаться исследователем, ему очень хотелось, чтобы изобретённое им средство для чистки зубов вышло из стен лаборатории и послужило людям. Поэтому он поручает своему сыну, Л. А. Дженкинсу, организовать производство продукта. Завод был основан в Нью-Хэйвене, штата Коннектикут. Название Kolynos было составлено из двух греческих слов kolyo и nosus, что означает средство для придания красоты и борьбу с недугами. Первая партия зубной пасты поступила в продажу 13 апреля 1908 года. Европейское отделение компании было расположено в Берлине, а чуть позже был построен завод по производству зубной пасты в Лондоне. Волна популярности  была усилена самой стоматологической ассоциацией США, прославлявшей качества данной пасты более, чем любой другой.
В июле 1928 Kolynos стала подразделением American Home Product Corporation. Даже до вступления Kolynos American Home Products Corporation компания занимала в США лидирующую позицию по доле экспорта. Уже к 1937 году продукция компании продавалась в 88 странах мира, в более чем 20 из которых были расположены её производства. Средства для гигиены полости рта Kolynos рекламировались на 32 языках. Основными точками распространения стали аптеки, но также их можно было приобрести в парфюмерных магазинах, бакалее и на рынках. Миллионы американцев также покупали зубную крем-пасту для того, чтобы сделать свою улыбку белоснежной. Реклама тех лет гласила: "За три дня ваши зубы станут белее на 3 тона".
К концу пятидесятых годов компанию постигает крах. Никто больше не старается сделать улыбку белоснежной, все заботятся о здоровье зубов, о предотвращении появления кариеса. Kolynos проиграла, не сделав ставку на фторсодержащую пасту. Вскоре интерес к белоснежной улыбке снова появился, но было уже поздно, компания терпела убытки. К 1968 году American Home Product Corporation останавливает продажу средств Kolynos в США в связи отсутствием интереса покупателей. Несмотря на это, были продолжены производство и продажа средств для зубов под маркой Kolynos в других странах.

## Поглощение Kolynos компаниейColgate-Palmolive
Покупка Kolynos Business компанией Colgate-Palmolive привлекла внимание антимонопольного комитета Бразилии. До момента слияния обе компании занимали лидирующие позиции в производстве зубной пасты, зубных щёток, зубных нитей, ополаскивателя для зубов. Тем не менее антимонопольный комитет заинтересовался лишь зубной пастой, доля которой, совместно с зубной пастой Colgate, стала составлять 78 % рынка. В результате слияние не было одобрено, Colgate было предложено три варианта выхода из ситуации: немедленная продажа бренда Kolynos, эксклюзивное лицензирование торговой марки на двадцатилетний период или приостановка производства зубной пасты под брендом Kolynos на срок до четырёх лет, в целях освобождения места на рынке для других производителей. Не желая осуществлять большие капиталовложения, Colgate-Palmolive выбрала последний вариант. В течение следующих четырёх лет Colgate продолжала продавать зубные щётки, зубную нить и ополаскиватель для рта, но затем и это производство товаров под торговой маркой Kolynos в Бразилии было свёрнуто и заменено на аналогичный продукт под маркой Sorriso. Торговая марка Kolynos, существовавшая в Бразилии в течение 80 лет, окончательно прекратила своё существование в 1999 году. Результатом исчезновения бренда стало появление на освободившемся рынке шести новых производителей товаров для ухода за полостью рта, что позволило снизить стоимость зубной пасты и сопутствующих товаров на 10 %. Продажа продукции Kolynos в других странах, включая 12 стран Латинской Америки, была продолжена.

## Использование в литературе
Бренд Kolynos был упомянут в романе американского писателя Джерома Сэлинджера «Над пропастью во ржи» (1951).
«Все уже спали или умотали домой на уик-энд, и в коридоре была такая тишина, что прямо тоска. У дверей комнаты Лихи и Хоффмана валялась картонка из-под зубной пасты „Колинос“, и я по дороге пинал её носком шлепанцев до самой лестницы.»
В романе Салмана Рушди «Дети Полуночи» одна из глав названа «Мальчик Колинос».